# Dingelstedt am Huy

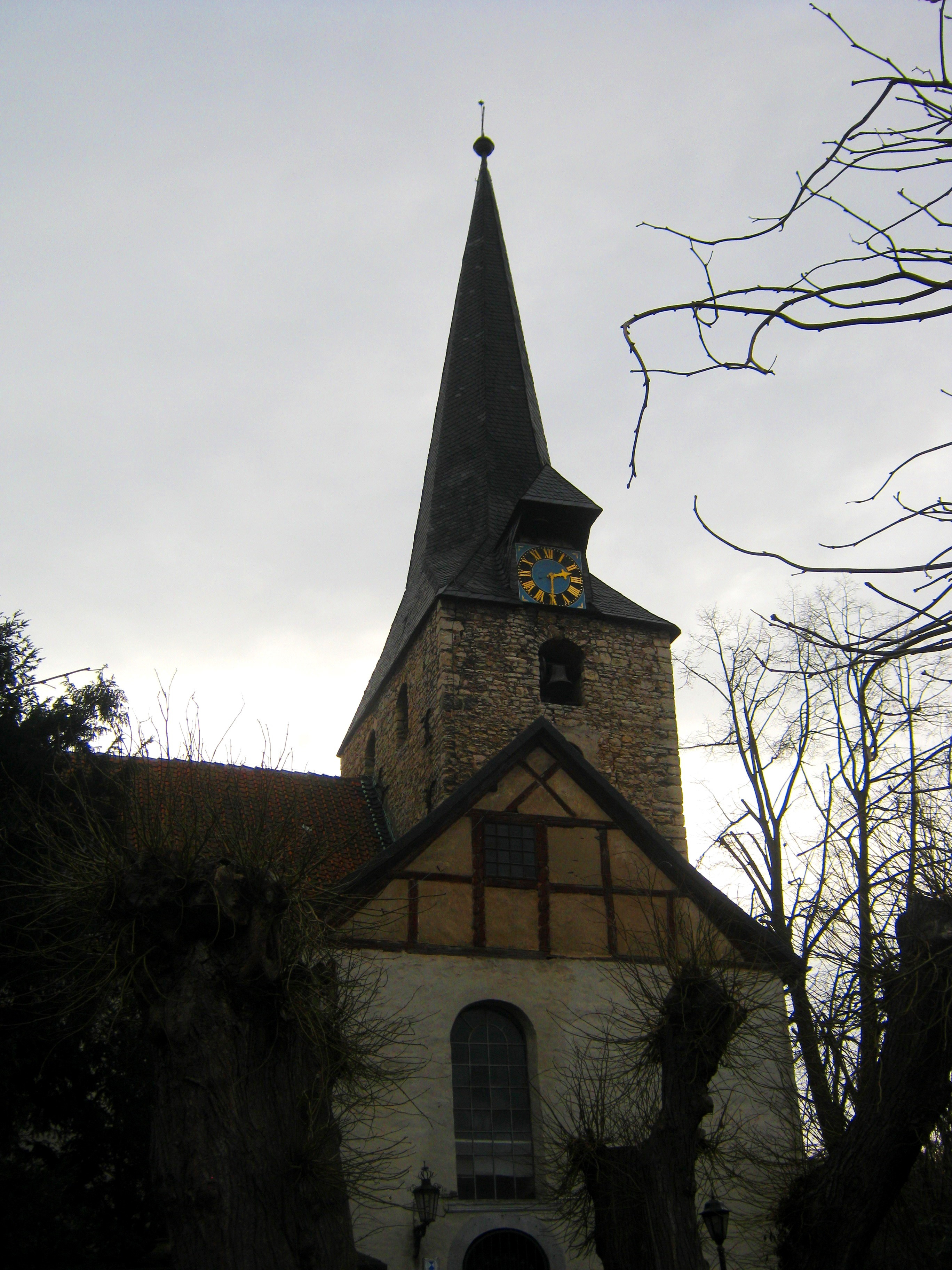
Dingelstedt am Huy: Kirchturm von Sankt Stephani

Dingelstedt am Huy ist ein Ortsteil der gleichnamigen Ortschaft der Gemeinde Huy im Landkreis Harz in Sachsen-Anhalt (Deutschland) und Sitz der Gemeindeverwaltung.

## Geografie
Dingelstedt befindet sich am nördlichen Rand des Huys, eines 314,8 m hohen, bewaldeten Höhenzuges im nördlichen Harzvorland. Somit befindet sich der Ort am südlichen Rand der fruchtbaren Ebene zwischen Huy und Elm, welche in ihrer Mitte das Große Bruch bildet.
Der Ort liegt etwa zehn Kilometer nordnordwestlich (Luftlinie) von Halberstadt entfernt.
Die Ortschaft Dingelstedt am Huy bildet sich durch die Ortsteile Dingelstedt am Huy, Mönchhai und Röderhof, sowie den Wohnplätzen Arbketal, Forsthaus Ziegenkopf, Gambrinus und Huysburg.

## Geschichte

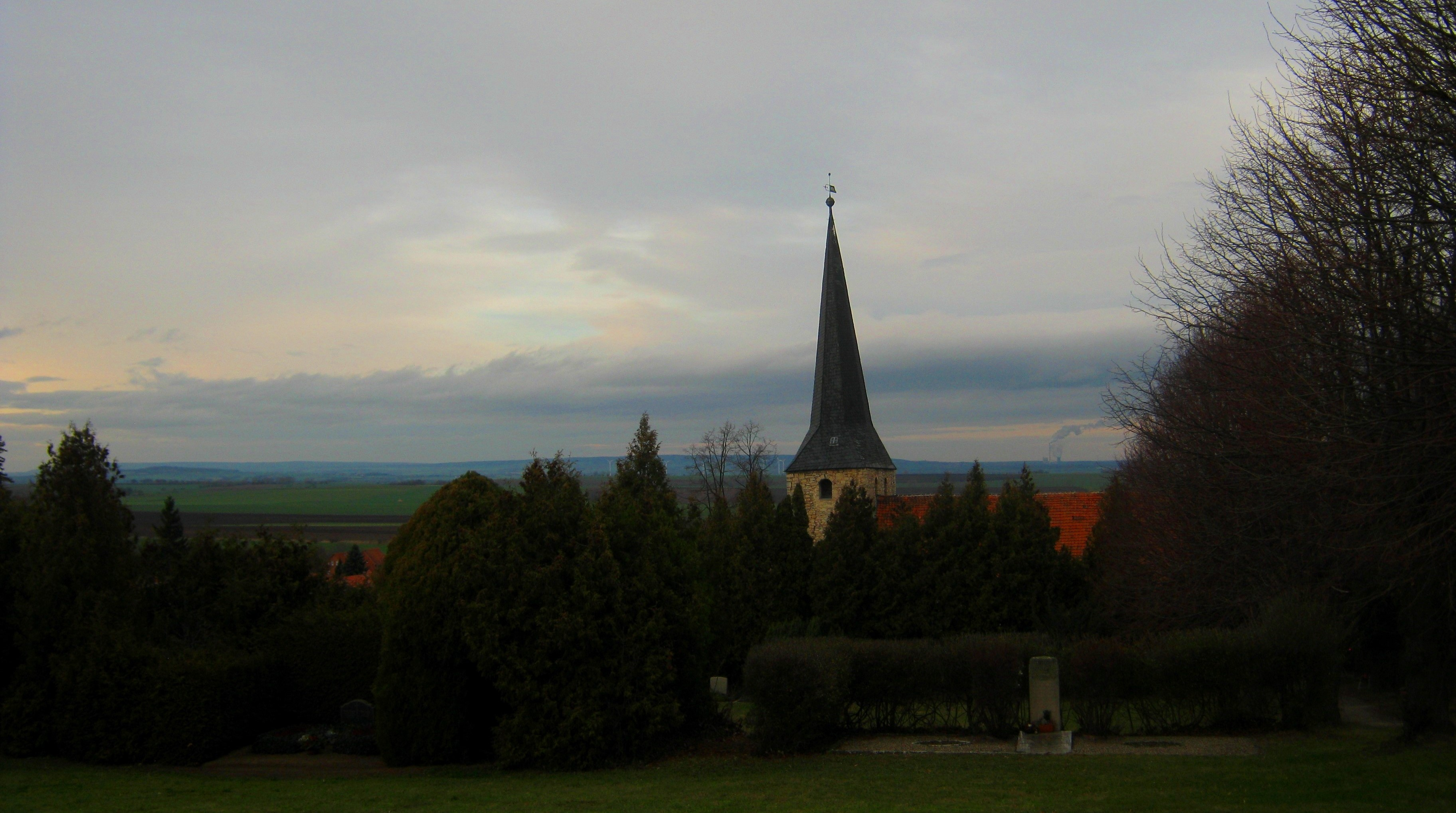
Dingelstedt am Huy, im Hintergrund die Höhen des Elm

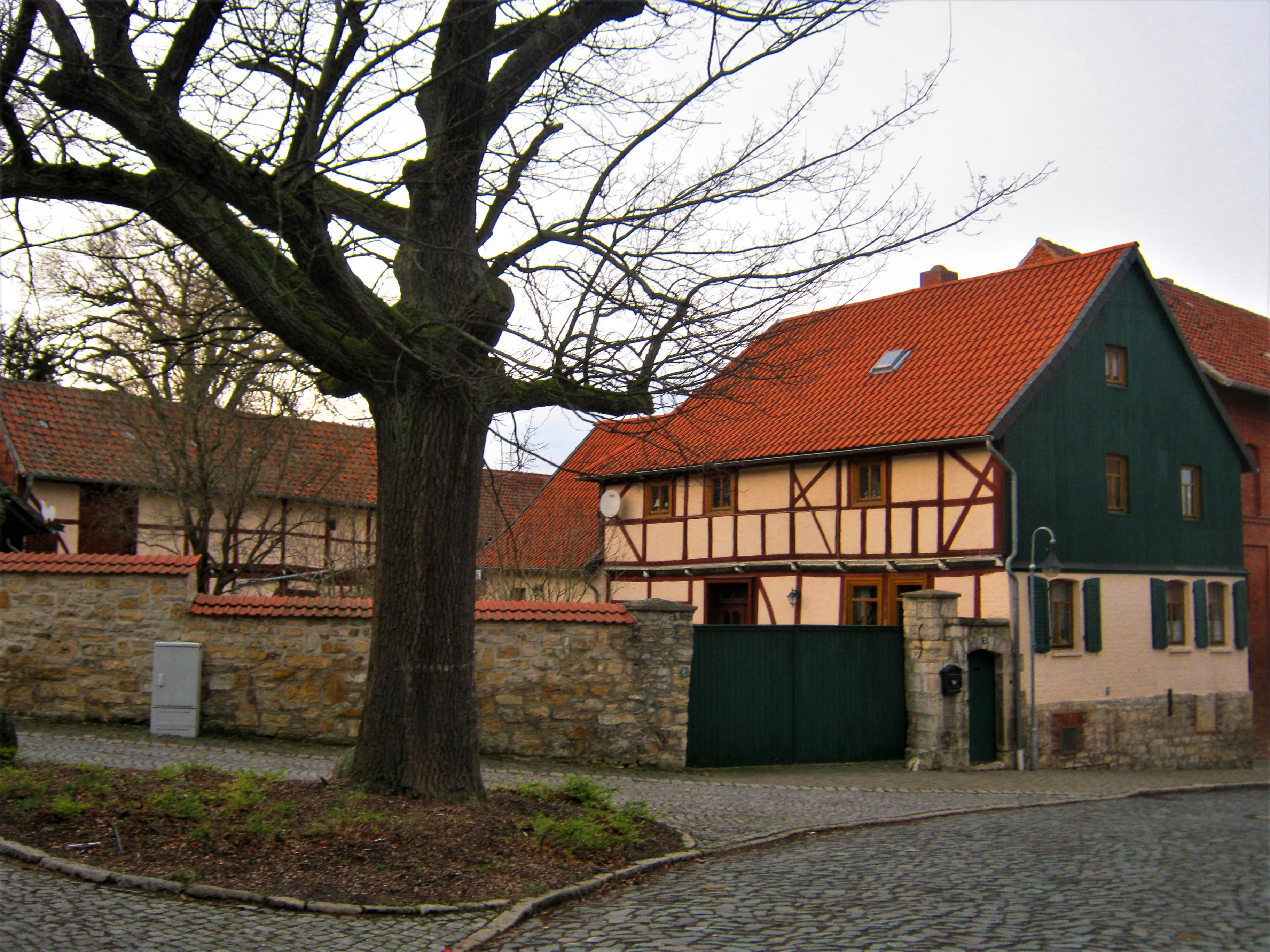
Dingelstedt am Huy; Bauernhof am Höheweg

Der Name Dingelstedt leitet sich aus dem Wort Thing und dem Suffix -stedt/-städt her (siehe auch Dingelstädt im Eichsfeld). Er legt Zeugnis ab über eine altdeutsche Gründung an einer ehemaligen Thingstätte. Der Ort bildete sich am Rande südlichen Rande des fruchtbaren Großen Bruchs, am nördlichen Fuße des Höhenzuges des Huy, um die Üppelquelle, welche mitten im Ort entspringt.
Erstmals erwähnt wird die Ortschaft im 11. Jahrhundert in einer päpstlichen Urkunde aus Goslar. Ende des 19. Jahrhunderts erlebte das Dorf einen Aufschwung durch den Kalibergbau im Ortsteil Mönchhai und im benachbarten Wilhelmshall. Aus dieser Zeit stammten viele Backsteinhäuser des Ortes. Prägend waren daneben der Kirschen-Anbau und die „Zuckerrüben-Barone“. Der Ort zählt ca. 1300 Einwohner (1902: 1679 Einwohner) und weist einen historisch gewachsenen Ortskern mit Fachwerkhäusern und größeren, meist ehemaligen Bauerngehöften auf.
Am 17. Oktober 1928 wurde der Gutsbezirk Dingelstedt am Huy, Forst in Teilen mit den Landgemeinden Huy-Neinstedt, Dingelstedt und Röderhof vereinigt. Am 1. Juli 1950 wurde die bis dahin eigenständige Gemeinde Röderhof eingegliedert.
Seit Beginn der 1960er Jahre war Mönchhai Standort eines Ausbildungsbataillons der Grenztruppen der DDR.
Die Landwirtschaft durch die dominante Genossenschaft und einzelne Bauernhöfe ist nach wie vor prägend. Handwerksbetriebe, Einzelhandel, eine Arzt- und eine Zahnarztpraxis sind dem Dorf erhalten geblieben.
Am 1. April 2002 bildete die Gemeinde Dingelstedt am Huy zusammen mit den anderen zehn Gemeinden der aufgelösten Verwaltungsgemeinschaft Huy die neue Gemeinde Huy. Dingelstedt wurde Verwaltungssitz der Gemeinde.

## Religion
Dingelstedt, das zuvor zum Archidiakonat Eilenstedt des Bistums Halberstadt gehörte, wurde durch die Reformation protestantisch.
Die St.-Stephani-Kirche gehört zur Kirchengemeinde Dingelstedt des Kirchenkreises Halberstadt der Evangelischen Kirche in Mitteldeutschland.
Infolge der Flucht und Vertreibung Deutscher aus Mittel- und Osteuropa 1945–1950 ließen sich wieder Katholiken in Dingelstedt nieder, sie gehören zur Pfarrei Huysburg. 1956 erfolgte an der Ecke Bahnhofstraße/Schustergasse die Einweihung einer katholischen Kapelle als Außenstation der Pfarrei Huysburg. Am 30. Oktober 2007 wurde die Kapelle wieder profaniert.

## Politik

### Ortschaftsrat
Als Ortschaft der Gemeinde Huy übernimmt ein so genannter Ortschaftsrat die Wahrnehmung der speziellen Interessen des Ortes innerhalb bzw. gegenüber den Gemeindegremien. Er wird aus sieben Mitgliedern gebildet.

### Bürgermeister
Als weiteres ortsgebundenes Organ fungiert der Ortsbürgermeister, dieses Amt wird zur Zeit von Thomas Steckhan wahrgenommen.

### Wappen
| | Blasonierung: „In Rot eine silberne Hausmarke, die sogenannte Tyr-Rune mit rechts angehängtem schrägen Kreuz.“ |
| Wappenbegründung: Die Farben des Ortes sind Weiß (Silber) - Rot. Das Wappen wurde auf der Ratssitzung am 26. März 1934 beschlossen, es greift auf die älteste Siegeldarstellung des Ortes vom 5. Juni 1446 zurück, die eine Hausmarke zeigt. Als Farbgebung wurde auf die Halberstädter Farben zurückgegriffen. Das Wappen wurde von dem Heraldiker Carl Busch aus Berlin gestaltet, am 18. Juli 1934 durch das Preußische Staatsministerium verliehen und am 10. Juli 1996 durch das Regierungspräsidium Magdeburg bestätigt. | |

## Sehenswürdigkeiten und Kultur
- Huysburg mit Benediktinerkloster
- Kirche Sankt Stephani: Nach dem Märtyrer Sankt Stephanus genannt ist sie eine der ältesten Kirches des Bistums Halberstadt. Von der ersten romanischen Kirche ist noch der Turm erhalten, wogegen das Schiff im Jahre 1714 erneuert wurde. An der Südseite der Kirche steht ein Relief des gekreuzigten Heilands inmitten von Mutter María und Johannes, von welchem man annimmt das dieses noch aus der Alten Kirche stammt. Das Altargemälde mit Abendmahl, Kreuzigung und Grablegung des Herrn Cristus stammt vom Jahre des Herrn anno 1783. Vor dem 19. Jahrhundert stand in der Kirche eine Barockorgel, Die derzeitige Orgel wurde von Herrn Eduard Hülle aus Halberstadt im Jahre 1880 gebaut.[7]

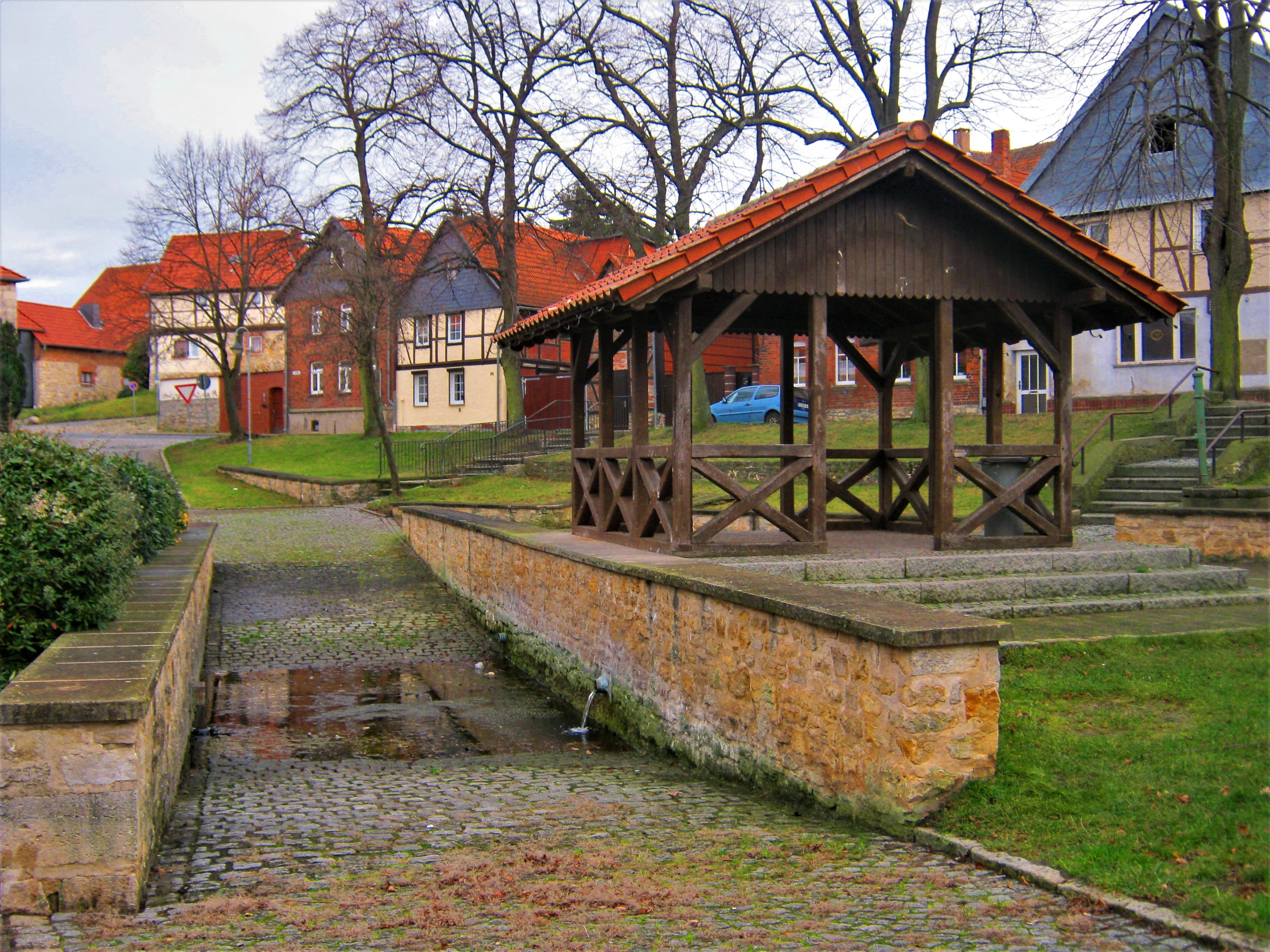
Die Üppelquelle in Dingelstedt am Huy

- Die Üppelquelle in Dingelstedt am HuyEine Vielzahl gut erhaltener alter Fachwerkhäuser und -scheunen; mit für die Region des nördlichen Vorharzgebietes typische Bauernhöfe, einschließlich mehrerer kleiner mit alten Linden bestandenen Plätzen innerhalb des Ortes, wo sich früher die Nachbarn getroffen haben, Feste gefeiert wurden und das Dorfleben stattfand. Alte Schwengelpumpen sind überall gegenwärtig.
- Üppelquelle: Sie befindet sich in der Mitte des Ortes.
- Grab- und Gedenkstein auf dem Ortsfriedhof zur Erinnerung an die Opfer eines Explosionsunglücks während des Zweiten Weltkrieges in der unterirdischen Munitionsfabrik Huy im September 1944. Es handelte sich um 54 deutsche und 12 ausländische Männer und Frauen, vermutlich Zwangsarbeiter.
- Streuobstwiesen: An den unteren Hängen des Huy im Übergangsgebiet zur fruchtbaren Tiefebene gibt es eine Vielzahl von Streuobstwiesen, mit Äpfeln, Zwetschgen, Birnen, und vor allem Kirschen, während der obere Teil des Höhenzuges dicht bewaldet ist.

Einen kulturellen Mittelpunkt bildet die Mehrzweckhalle oberhalb des Sportplatzes. Den feierlichen Höhepunkt des Jahres stellt das Kirschblütenfest dar. Die Schule des Dorfes wurde Ende der 1990er Jahre geschlossen, ebenso wie die Badeanstalt.
Wanderwege in den bewaldeten Höhenzug Huy und zur Huysburg beginnen südlich, oberhalb des Ortes.

## Verkehr
Der Bahnhof Dingelstedt (b Halberstadt) lag an der Bahnstrecke Halberstadt–Dedeleben, die 2001 stillgelegt wurde. Diese Strecke führte einst von Halberstadt über Nienhagen, Jerxheim bis Wolfenbüttel, wurde durch die Teilung Deutschlands 1945 unterbrochen. Nach der Wende gab es Bestrebungen den 5 km langen Lückenschluss über die Zonengrenze zwischen Dedeleben und Jerxheim wieder aufzubauen, um die gesamte Region wieder an das Eisenbahnnetz zu binden und eine direkte Verbindung zwischen Wolfenbüttel und Braunschweig mit Halberstadt zu bekommen, wurde aber nie in die Realität umgesetzt. Mittlerweile wurden die Schienen rückgebaut. Der Unterbau der Strecke dient heute als Fundament eines Radweges. Dieser Radweg wurde in mehreren Bauabschnitten fertiggestellt und führt von Vogelsdorf über Badersleben, Anderbeck, Dingelstedt, Eilenstedt bis hinter Haus Niendorf. Ein Lückenschluss nach Schwanebeck ist geplant.
Das Ultraleichtfluggelände Dingelstedt liegt etwa 1,4 km nordwestlich der Ortsmitte.

## Söhne und Töchter des Ortes
- Ewald Becker-Carus (1902–1995), Maler, Graphiker und Kunsterzieher
- Andreas Henke (* 1962), Politiker (Die Linke)